# Joseph Goebbels
Paul Joseph Goebbelsⓘ (wym. /ˈpaʊ̯l ˈjoːzɛf ˈɡœbl̩s/; ur. 29 października 1897 w Rheydt, zm. 1 maja 1945 w Berlinie) – niemiecki polityk, gauleiter Berlina (przywódca okręgu), członek ścisłego kierownictwa partii narodowosocjalistycznej, minister propagandy i oświecenia publicznego w latach 1933–1945, zbrodniarz wojenny, w ostatnich godzinach życia kanclerz Rzeszy. Był jednym z najbliższych współpracowników i doradców Adolfa Hitlera, znanym ze swoich wystąpień publicznych i skrajnego antysemityzmu. Opowiadał się za coraz ostrzejszą dyskryminacją, w tym eksterminacją Żydów podczas Holokaustu.
W 1921 roku uzyskał stopień doktora filologii germańskiej na Uniwersytecie w Heidelbergu, ale jego marzeniem było zostać pisarzem, co wielokrotnie wyrażał w swoim osobistym dzienniku. Trzy lata później wstąpił do NSDAP. W 1926 został mianowany gauleiterem Berlina, gdzie zaczął interesować się wykorzystaniem propagandy do promowania partii i jej programu. Po dojściu nazistów do władzy w 1933 roku Ministerstwo Propagandy Goebbelsa szybko zdobyło kontrolę nad mediami, sztuką i informacjami. Był szczególnie biegły w wykorzystywaniu stosunkowo nowych mediów, radia i filmu, do celów propagandowych.
W 1943 roku zaczął naciskać na Hitlera, aby wprowadził środki, które doprowadziłyby do „wojny totalnej”, w tym zamykanie przedsiębiorstw, które nie są niezbędne do prowadzenia działań wojennych, włączanie kobiet do pracy i werbowanie mężczyzn do Wehrmachtu. Wygłosił wymowne przemówienie na temat wojny totalnej w Pałacu Sportu w Berlinie. 23 lipca 1944 Hitler mianował go pełnomocnikiem ds. wojny totalnej, po czym Goebbels podjął, w dużej mierze nieudane, działania mające na celu zwiększenie liczby osób dostępnych do produkcji zbrojeń i Wehrmachtu.
Gdy wojna dobiegała końca, jego żona Magda wraz z dziećmi dołączyli do niego w Berlinie. 22 kwietnia 1945 przenieśli się do podziemnego Vorbunker, części podziemnego kompleksu bunkrów Hitlera. Osiem dni później Führer popełnił samobójstwo, a zgodnie z jego wolą, Goebbels zastąpił go na stanowisku kanclerza. Następnego dnia, po otruciu sześciorga dzieci cyjankiem, Goebbels i jego żona popełnili samobójstwo.
Jego przeciwnicy polityczni uważali go za budzącego postrach demagoga. Ta reputacja zaczęła się, kiedy Goebbels zorganizował zamieszki i starcia uliczne przeciwko komunistom. Osoby, które miały z nim osobisty kontakt, twierdziły, że jest niesympatyczny i niezdecydowany. Historyk Peter Longerich kwestionuje jego bliską przyjaźń z Hitlerem i zapewnia, że jest postacią przereklamowaną, ponieważ jego znaczenie w reżimie nazistowskim było w rzeczywistości mniejsze. Według niego cierpiał na „narcystyczne zaburzenie osobowości, które sprawiało, że nałogowo szukał uznania i pochwał”.

## Życiorys

### Dzieciństwo i młodość
Goebbels urodził się w Rheydt, mieście przemysłowym na południe od Mönchengladbach na obrzeżach Zagłębia Ruhry w rodzinie katolickiej; jego ojciec był urzędnikiem zakładowym, natomiast matka była robotnicą rolną. Goebbels miał czworo rodzeństwa: Hansa (1893–1947), Konrada (1895–1949), Elisabeth (1901–1915) oraz Marię (urodzona w 1910, później wyszła za mąż za niemieckiego reżysera Maksa M. Kimmicha).
Miał zdeformowaną prawą nogę, co było następstwem zespołu stopy końsko-szpotawej lub zapalenia szpiku. William L. Shirer, który był dziennikarzem w Berlinie w latach 30. i znał dobrze Goebbelsa, napisał w książce Powstanie i upadek Trzeciej Rzeszy (1960), że deformacja była następstwem ataku zapalenia szpiku kostnego w dzieciństwie oraz nieudanej operacji przy próbie leczenia schorzenia. Goebbels nosił metalową obręcz oraz specjalne buty z powodu krótszej nogi, lecz mimo to kuśtykał przy poruszaniu się. Został odrzucony przy poborze do służby wojskowej podczas I wojny światowej. Potem sam czasem przedstawiał się jako weteran wojenny, a swoje niedomaganie tłumaczył raną wojenną.
Uczęszczał do niemieckiej szkoły z internatem prowadzonej przez franciszkanów w Bleijerheide, przedmieściu Kerkrade w Holandii. Studiował literaturę i filozofię na uniwersytetach w Bonn, Würzburgu, Fryburgu Bryzgowijskim oraz Heidelbergu, gdzie napisał pracę doktorską na temat XIX-wiecznego pisarza romantycznego Wilhelma von Schütza. Dwaj profesorowie mający na niego największy wpływ – Friedrich Gundolf oraz opiekun doktoratu w Heidelbergu, Max Freiherr von Waldberg – byli Żydami. Jego inteligencja oraz polityczna przebiegłość były zazwyczaj doceniane także przez jego wrogów.
W kwietniu 1922 roku uzyskał doktorat w dziedzinie literatury na Uniwersytecie Ruprechta i Karola w Heidelbergu uzyskując zwyczajowo stopień doktora filozofii.

### Początki działalności w NSDAP

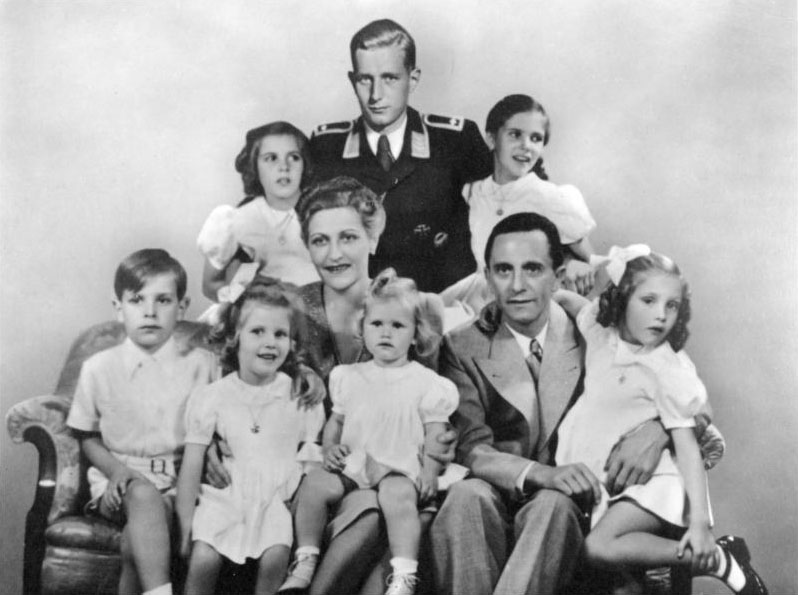
Goebbels z żoną, dziećmi i pasierbem Haraldem Quandtem

Od kwietnia 1924 roku był związany z ruchem nazistowskim jako publicysta i dziennikarz. Czwartego kwietnia 1924 roku stworzył lokalną grupkę narodowych socjalistów. NSDAP była wówczas organizacją nielegalną. Została zdelegalizowana po nieudanym puczu monachijskim, który miał miejsce w listopadzie 1923. Do dołączenia do ruchu nazistowskiego skłoniła Goebbelsa fascynacja Hitlerem, o którym usłyszał po raz pierwszy, śledząc doniesienia na temat procesu sądowego dotyczącego puczu monachijskiego. Uważał, że Hitler posiada niesamowitą charyzmę, jest „entuzjastycznym idealistą”, który „przywróci wiarę Niemcom”. Ogromny wpływ na jego życie wywarło spotkanie z innymi sympatykami nazizmu wywodzącymi się z ruchu volkistowskiego, które miało miejsce podczas konferencji w Weimarze 15–17 sierpnia 1924 roku. Spotkał tam między innymi Gregora Strassera, przywódcę antykapitalistycznego skrzydła NSDAP, i Ericha Ludendorffa.
W grudniu 1924 roku Hitler został wypuszczony z więzienia, gdzie odsiadywał karę za nielegalną próbę puczu. W lutym 1925 roku doszło do zniesienia zakazu działalności NSDAP i reaktywacji partii. Goebbels został mianowany liderem ugrupowania na cały zachód Niemiec. Był to początek jego profesjonalnej kariery politycznej, za wykonywane obowiązki otrzymywał wynagrodzenie. W ramach swoich obowiązków m.in. wygłaszał przemówienia na wiecach partyjnych, pisał artykuły propagandowe i odpowiadał za druk ulotek.

### Działalność w NSDAP przed zdobyciem władzy

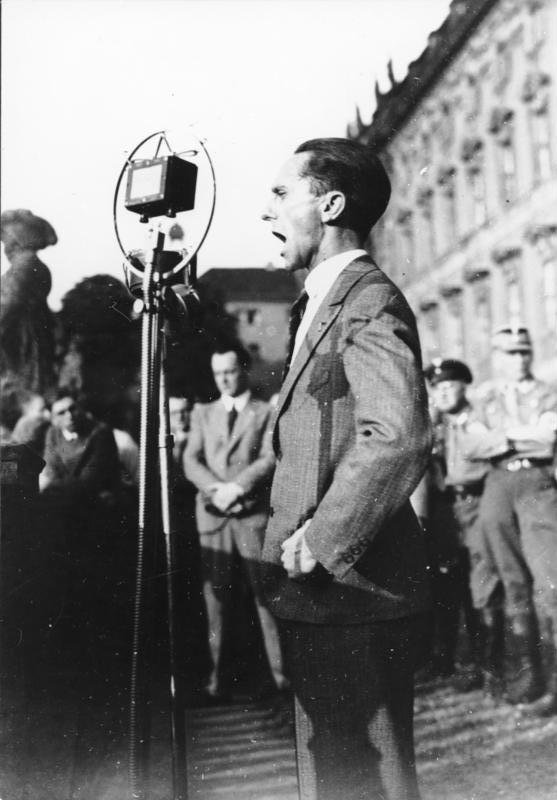
Joseph Goebbels przemawia podczas wiecu NSDAP w Berlinie w czerwcu 1932 roku

Na przełomie 1925 i 1926 roku w partii toczyły się spory na temat programu. Ścierały się ze sobą dwie frakcje: „socjalistyczna”, skupiona dookoła Gregora Strassera, i bardziej konserwatywna. Goebbels zaliczał się do frakcji socjalistycznej. W lutym 1926 roku Hitler wezwał około 60 gauleiterów i innych działaczy, w tym Goebbelsa, na spotkanie w Bambergu, w podlegającej Juliusowi Streicherowi Frankonii, gdzie wygłosił dwugodzinną mowę, odrzucając program polityczny „socjalistycznego” skrzydła partii. Dla Hitlera prawdziwym wrogiem narodu niemieckiego byli zawsze Żydzi, a nie kapitaliści. Goebbels był gorzko rozczarowany. Czuję się zdruzgotany, napisał. Był przerażony określeniem przez Hitlera socjalizmu jako „żydowskiego stworzenia”, oświadczeniem, że Związek Radziecki musi zostać zniszczony i deklaracją, że własność prywatna nie będzie przywłaszczona przez rząd nazistowski. Już nie w pełni wierzę w Hitlera. To jest straszna rzecz: moje wewnętrzne wsparcie dla niego zniknęło.
Hitler jednak poznał się na talentach Goebbelsa. W kwietniu ściągnął go do Monachium, wysłał po niego na dworzec własny samochód i udzielił mu długiej prywatnej audiencji. Hitler skrytykował Goebbelsa za jego poparcie dla socjalistycznego kierunku, ale zaproponował „czyste konto”, o ile Goebbels zaakceptuje jego przywództwo. Goebbels całkowicie skapitulował, odpłacając Hitlerowi pełną i niezmienną lojalnością do końca życia. Kocham go... On ma wszystko przemyślane, pisał później, Taki błyskotliwy umysł musi być moim przewodnikiem oraz Adolfie Hitlerze, kocham cię, bo jesteś tak wielki i prosty zarazem, co czyni cię geniuszem. Fest pisze: Od tego momentu poddał on całe swoje istnienie Hitlerowi, świadomie eliminując wszystkie zahamowania zrodzone z rozumu, wolnej woli i szacunku dla samego siebie.
W 1926 w nagrodę za oddanie Hitler postawił go na czele okręgu berlińskiego partii jako gauleitera Berlina. W 1928 roku odbyły się wybory do Reichstagu. NSDAP zdobyła 810 tysięcy głosów(2,6% wszystkich głosów), co przeliczyło się na 12 miejsc w parlamencie. Goebbels był zadowolony z tego wyniku. Udało mu się zdobyć mandat deputowanego.
Od kwietnia 1930 roku kierował propagandą NSDAP. Założone przez niego czasopismo „Der Angriff”, organ prasowy partii nazistowskiej w Berlinie, wydawane było do 1933 roku. W wyniku jego sugestii Hitler zaczął używać tytułu Führer.

### Kariera w III Rzeszy

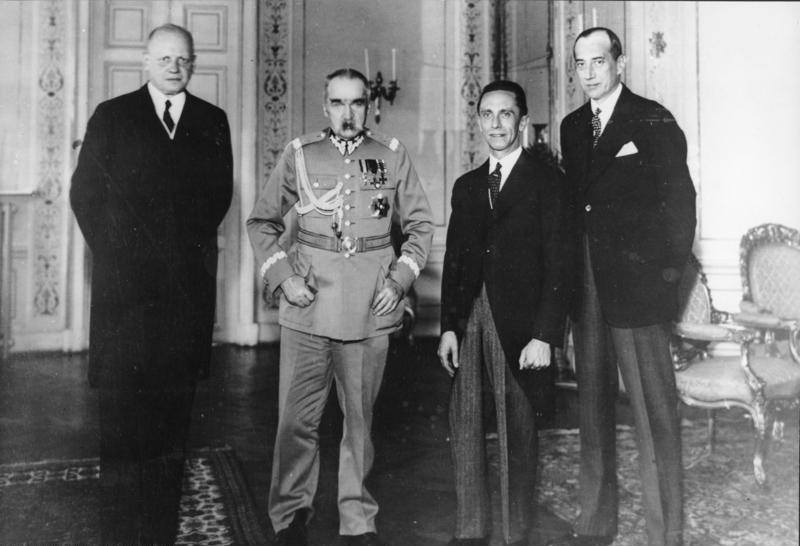
Joseph Goebbels w towarzystwie marszałka Józefa Piłsudskiego i ministra spraw zagranicznych Józefa Becka podczas wizyty w Warszawie 14 czerwca 1934 roku

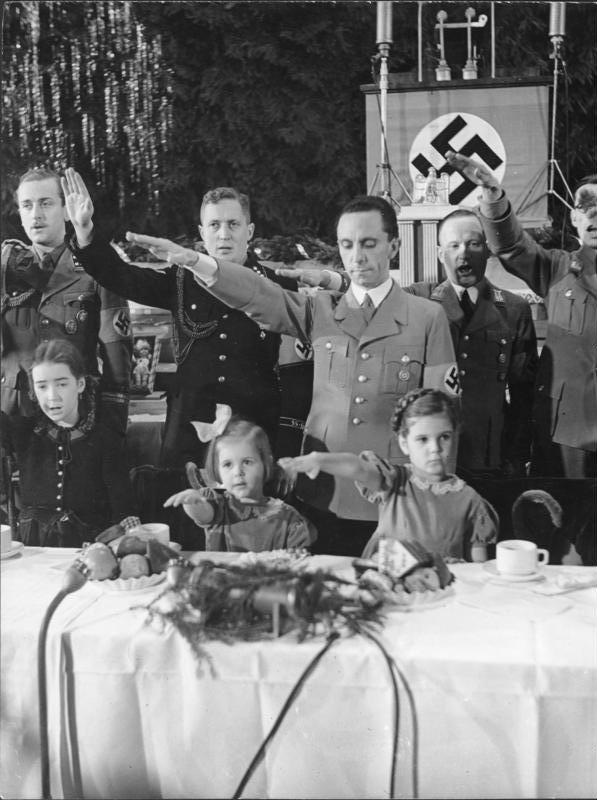
Joseph Goebbels z dziećmi (Wigilia 1937)

Krótko po przejęciu władzy przez Hitlera, 13 marca 1933 roku Goebbels objął urząd ministra propagandy, oświecenia publicznego i informacji. Był znakomitym polemistą i mówcą. Odegrał znaczącą rolę w upowszechnianiu ideologii nazistowskiej oraz tworzeniu i umacnianiu państwa totalitarnego poprzez prowokacje, kłamstwa, parady i starannie wyreżyserowane wiece.
Kreował Hitlera na wodza i umiejętnie podsycał wokół niego kult jednostki. W tym celu posługiwał się radiem i filmem, a monopolowi informacji zawdzięczał możliwość dowolnego kształtowania nastroju społecznego. Goebbels, pisząc rozprawy Druga rewolucja i Lenin czy Hitler, odkrył swój talent agitatora. Ujawniła się także, dotychczas skrywana, jego fascynacja przemocą. Historia, mówił, toczy się na ulicy – w pracy z lokalnymi liderami SA celowo prowokował bójki uliczne, często z użyciem broni palnej. Strzeżcie się, psy, pisał, gdy diabeł jest we mnie, nie ograniczycie go ponownie.
Zdaniem papieża Goebbels wraz z Alfredem Rosenbergiem podżegali Adolfa Hitlera do ataków na Kościół katolicki. Natomiast kardynał Michael von Faulhaber w raporcie stwierdzał, że silna wiara Goebbelsa w Boga i Jezusa Chrystusa miesza się u niego z pogardą dla kleru i Kościoła. W związku z tym Pius interweniował u Benito Mussoliniego, aby ten nakłonił Hitlera, by odsunął od siebie popleczników, m.in. Goebbelsa, którzy psują jego wizerunek.
Dnia 13 czerwca 1934 roku Goebbels przybył z wizytą do Warszawy, wygłosił odczyt i spotkał się m.in. z marszałkiem Józefem Piłsudskim.
Po klęsce pod Stalingradem powierzono mu zadanie przygotowania narodu niemieckiego do wojny totalnej. Od 1944 roku pełnił funkcję pełnomocnika Rzeszy ds. totalnej mobilizacji i komisarza obrony Berlina, co sprawiło, że stał się trzecim, po Hitlerze i Heinrichu Himmlerze, najważniejszym dygnitarzem w Rzeszy.
Wszelkie przejawy niemieckiej kultury starał się podporządkować ideologii nazistowskiej, czemu służyła utworzona przez niego w 1933 roku Izba Kultury Rzeszy. W końcowym okresie wojny opowiadał się za kontynuowaniem walki bez względu na ofiary wśród ludności cywilnej. Był fanatycznym nazistą – wprowadził 60-godzinny tydzień pracy, zakazał wszelkich form rozrywki, wymagał poświęcania życia dla Führera i dobra Rzeszy.

### Samobójstwo
W kwietniu 1945 roku postanowił się przenieść wraz z rodziną do bunkra Hitlera. W testamencie politycznym Hitler wyznaczył go na swojego następcę na stanowisko kanclerza Rzeszy, dlatego przez ok. 29 godzin po śmierci Hitlera (30 kwietnia 1945 ok. godziny 15:50) zajmował formalnie urząd kanclerza Rzeszy. Jednocześnie Hitler na swojego następcę na urzędzie prezydenta Rzeszy wyznaczył wielkiego admirała Karla Dönitza, jednakże jego „prezydentura” nie miała żadnego umocowania prawnego.  W dniu 13 grudnia 1934 rząd Hitlera przyjął tajną ustawę „O następcy Wodza i Kanclerza Rzeszy” (niem. Gesetz über den Nachfolger des Führers und Reichskanzlers), która zakładała, że „aż do czasu uchwalenia nowej Konstytucji Rzeszy Niemieckiej, Wódz i Kanclerz Rzeszy wyznacza następcę na wypadek swojej śmierci lub innych okoliczności kończących urzędowanie na połączonych w jego osobie stanowiskach Prezydenta Rzeszy i Kanclerza Rzeszy”. Jednakże z prawnego punktu widzenia ustawa ta, w myśl zasady ex iniuria ius non oritur (łac. prawo nie może powstać z tego, co jest sprzeczne z prawem), nie miała mocy obowiązującej, gdyż naruszała przepisy konstytucji weimarskiej o wyborze prezydenta w głosowaniu powszechnym na 7-letnią kadencję, a połączenie urzędów prezydenta i kanclerza Rzeszy po śmierci prezydenta Paula von Hindenburga stało w jawnej sprzeczności z ustawą o pełnomocnictwach z 23 marca 1933 (Ermächtigungsgesetz). Sam Dönitz w czasie swej krótkiej działalności jako naczelny dowódca podpisywał się jako Großadmiral i nie używał tytułu prezydenckiego.
1 maja 1945 roku Goebbels zabił swoją żonę Magdę, która uprzednio połknęła kapsułkę z cyjankiem, strzelając jej w tył głowy. Przed tym zamordowanych zostało przez nią i doktora Stumpfeggera sześcioro jej dzieci (źródła historyczne mówią, że podano im cukierki z cyjankiem): Helga (12 lat), Hildegarda (11 lat), Helmut (9 lat), Hedwiga (8 lat), Holdine (7 lat), Heidrun (4 lata). Następnie Goebbels sam popełnił samobójstwo około godziny 20:30 (część źródeł historycznych mówi, że samobójstwo popełnił w ogrodzie przed bunkrem kancelarii Rzeszy).
4 maja 1945 w małej miejscowości między Berlinem a Bernau ciało Goebbelsa (wraz z nim były tam zwłoki jego sześciorga dzieci i żony) rozpoznał Hans Fritzsche, komentator radiowy.
Osobistym adiutantem Goebbelsa był Günther Schwägermann.
Joseph Goebbels po wojnie został uznany za jednego z głównych zbrodniarzy wojennych.

## Skład rządu Goebbelsa na podstawie testamentu Hitlera
- Joseph Goebbels – kanclerz Rzeszy (Reichskanzler)
- Martin Bormann – minister partii
- Arthur Seyss-Inquart – minister spraw zagranicznych